# Clavizomus claviger
Genre
Espèce
Synonymes
- Trithyreus claviger Hansen 1905

Clavizomus claviger, unique représentant du genre Adisomus, est une espèce de schizomides de la famille des Hubbardiidae.

## Distribution
Cette espèce se rencontre à Singapour et en Malaisie péninsulaire,.

## Description
Le mâle holotype mesure 5,0 mm.
Le mâle décrit par Reddell et Cokendolpher en 1995 mesure 5,26 mm et la femelle 5,24 mm.

## Publications originales
- Hansen & Sørensen, 1905 : The Tartarides, a tribe of the order Pedipalpi. Arkiv för Zoologi, vol. 2, no 8, p. 1-78 (texte intégral).
- Reddell & Cokendolpher, 1995 : Catalogue, bibliography and generic revision of the order Schizomida (Arachnida). Texas Memorial Museum Speleological Monographs, no 4, p. 1-170 (texte intégral).